# Ashley Spencerová
Ashley Spencerová (* 8. června 1993, Indianapolis, Indiana, USA) je americká atletka, která soutěží v překážkách 400 metrů. Je bronzovou medailistkou na 400 m překážek z roku 2016 v Riu de Janeiro. Na hladkých 400 m je světovou šampionkou juniorů z roku 2012 a stříbrnou medailistkou za rok 2016. Její trenérkou je olympijská bronzová medaile 1996 Tonya Buford-Bailey.